# Кінний спорт на літніх Олімпійських іграх 1960
Змагання з кінного спорту на літніх Олімпійських іграх 1960 в Римі тривали з 5 до 11 вересня в парку Вілла-Боргезе, в Рокка-ді-Папа, а також на Олімпійському стадіоні. В програмі було три види кінного спорту: виїздка, триборство і конкур. У виїздці проводили тільки ідивідуальні змагання, а в інших двох видах — індивідуальні та командні, тобто загалом розіграно 5 комплектів нагород.

## Медальний залік
| Дисципліни               | Золото | Срібло                                                                                          | Бронза                                                                                         |
| ------------------------ | --- | ----------------------------------------------------------------------------------------------- | ---------------------------------------------------------------------------------------------- |
| Індивідуальна виїздка    | Сергій Філатов і Absent (URS)                                                                               | Ґустав Фішер і Wald (SUI)                                                                       | Йозеф Некерманн і Asbach (EUA)                                                                 |
| Індивідуальне триборство | Лоуренс Морґан і Salad Days (AUS)                                                                           | Ніл Левіс і Mirrabooka (AUS)                                                                    | Антон Бюлер і Gay Spark (SUI)                                                                  |
| Командне триборство      | Австралія (AUS) Лоуренс Морґан і Salad Days Ніл Левіс і Mirrabooka Білл Ройкрофт і Our Solo                 | Швейцарія (SUI) Антон Бюлер і Gay Spark Ганс Шварценбах і Burn Trout Рудольф Ґюнтгардт і Atbara | Франція (FRA) Жак Ле Гофф і Image Гі Лефран і Nicias Жеан Ле Рой і Garden                      |
| Індивідуальний конкур    | Раймондо Д'Інцео і Posillipo (ITA)                                                                          | П'єро Д'Інцео і The Rock (ITA)                                                                  | Девід Брум і Sunsalve (GBR)                                                                    |
| Командний конкур         | Об'єднана німецька команда (EUA) Ганс Ґюнтер Вінклер і Halla Фріц Тідеманн і Meteor Альвін Шокемеле і Ferdl | США (USA) Френк Чепот і Trail Guide Вільям Штайнкраус і Ksar d'Esprit Джордж Г. Морріс і Sinjon | Італія (ITA) Раймондо Д'Інцео і Posillipo П'єро Д'Інцео і The Rock Antonio Oppes і The Scholar |

## Таблиця медалей
| Місце               | Країна                           | Золото | Срібло | Бронза | Загалом |
| ------------------- | -------------------------------- | ------ | ------ | ------ | ------- |
| 1                   | Австралія (AUS)                  | 2      | 1      | 0      | 3       |
| 2                   | Італія (ITA)                     | 1      | 1      | 1      | 3       |
| 3                   | Об'єднана німецька команда (EUA) | 1      | 0      | 1      | 2       |
| 4                   | СРСР (URS)                       | 1      | 0      | 0      | 1       |
| 5                   | Швейцарія (SUI)                  | 0      | 2      | 1      | 3       |
| 6                   | США (USA)                        | 0      | 1      | 0      | 1       |
| 7                   | Велика Британія (GBR)            | 0      | 0      | 1      | 1       |
| 7                   | Франція (FRA)                    | 0      | 0      | 1      | 1       |
| Загалом (8 збірних) | Загалом (8 збірних)              | 5      | 5      | 5      | 15      |